# Radagaiso
Radagaiso (in latino Radagaisus, in greco: Ροδογαισοζ; circa 335 – Firenze, 23 agosto 406) è stato un condottiero germanico, capo di una vasta coalizione di tribù germaniche (Goti, Vandali, Suebi, Burgundi, Vendi ed Eruli) che invase l'Italia tra la fine del 405 e gli inizi del 406, per poi essere sconfitto dall'esercito romano nella battaglia di Fiesole.

## Biografia

### Condottiero barbaro
Isidoro di Siviglia menziona il nome di Radagaiso sotto l'anno 399, quando, secondo lui, i Goti, a causa di una contesa, divisero il loro regno in due parti tra i capi Radagaiso e Alarico, e poi conclusero un accordo sulla divisione dell'Italia. Negli annali d'Aquitania è scritto che l'Italia è stata invasa da parte dei Goti sotto Radagaiso e Alarico nell'anno 400. Poiché i resoconti di Isidoro e Prospero contraddicono le informazioni piuttosto dettagliate degli storici precedenti, la prima apparizione del nome Radagaiso nella storia è solitamente attribuita all'anno 405.
Nel 405, appunto, un grande esercito barbaro (presumibilmente dalla Germania) fece irruzione attraverso le Alpi nell'Italia settentrionale. Le domande sulla provenienza dei barbari di Radagaiso e su quale fosse la loro composizione tribale continuano ad essere oggetto di dibattito ancora oggi. I contemporanei dell'invasione Orosio, Agostino e Prospero li chiamano genericamente "Goti", sottintendendo ovviamente la loro origine germanica. Uno storico un po' successivo, Zosimo, li definì «Celti e tribù germaniche che vivono al di là del Danubio e del Reno». Gli storici moderni suggeriscono una composizione "multitribale" delle truppe di Radagaiso, comprendente, oltre ai Goti, anche i Vandali, gli Alemanni e gli Eruli, basata principalmente sulla vicinanza geografica di queste tribù al luogo degli eventi. Giordane, che scrisse una storia dettagliata dei Goti, non vi menzionò il nome di Radagaiso.
Il fatto che i barbari provenissero da luoghi non interessati dalla civiltà romana deriva da Orosio, che paragona l'estimatore degli idoli Radagaiso con il più famoso condottiero dei Goti nell'impero, Alarico. Radagaiso è «un pagano, un barbaro e un vero scita..., con insaziabile crudeltà nell'omicidio amò l'assassinio stesso», mentre Alarico I era un cristiano con cui si potevano fare affari e concludere accordi, che si batteva per bottino e denaro, ma non per distruzione e omicidio. All'inizio del V secolo le tribù dei Goti erano sparse su un vasto territorio: Alarico guidava solo una parte delle tribù che si stabilirono sulla sponda destra del Danubio negli anni '80 del IV secolo. Oltre il Danubio vivevano altre tribù gotiche subordinate agli Unni.
Radagaiso differiva dagli altri capi barbari per la sua sete di sangue:
(Paolo Orosio. Le storie contro i pagani)

### Invasione d'Italia
Nel 405, il comandante delle truppe dell'Impero Romano d'Occidente, Stilicone, decise di prendere la prefettura dell'Illirico (Grecia e tutte le terre a nord della Grecia fino al Danubio) dall'Impero Romano d'Oriente, che ricevette dagli storici il nome di Bisanzio. Per far ciò attirò Alarico, condottiero Gotico, che attendeva con l'esercito dei Visigoti l'avvicinarsi di Stilicone in Epiro. I piani di Stilicone e dell'Imperatore Onorio furono interrotti dall'improvvisa invasione delle orde di Radagaiso. Orosio nominò 200.000 barbari sotto Radagaiso, Zosimo aumentò il loro numero a 400.000 e Agostino fece semplicemente notare che solo nel suo esercito c'erano più di 100.000 morti. Gli storici moderni stimano il numero di guerrieri a Radagaiso da 20 a 50mila.
Poiché le orde barbariche tutte insieme non potevano nutrirsi, si divisero in tre parti e avanzarono lentamente su Roma. Per la prima volta in 600 anni, c'era un serio pericolo per la capitale dell'impero. I sentimenti anticristiani cominciarono a diffondersi tra la popolazione di Roma:
(Paolo Orosio, Le storie contro i pagani)

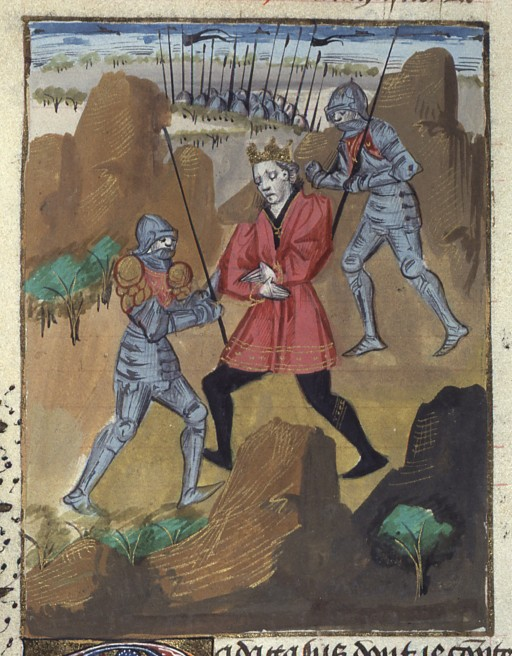
La cattura di Radagaiso.

Stilicone riuscì a raccogliere 30 coorti (circa 15mila soldati) dalla Liguria, attirò unità di cavalleria di Uldino e di Sara. La pericolosità della situazione è testimoniata da un articolo del Codice di Teodosio, che consentiva la liberazione degli schiavi con il loro successivo arruolamento nell'esercito.
Stilicone entrò nella mischia quando i barbari assediarono Firenze. Riuscì a guidarli per diversi chilometri dalla città fino alle alture rocciose di Fiesole, dove assunsero una posizione inespugnabile. Stilicone circondò le alture con una linea di fortificazioni. Costretti dalla fame e dalla sete, i barbari entrarono in battaglia, ma furono respinti. Quindi Radagaiso capitolò a condizione di salvargli la vita.
Stilicone vendette la maggior parte dei barbari come schiavi (la maggior parte di loro morì presto per esaurimento e malattia), secondo Orosio, «il numero dei Goti prigionieri era così grande che folle di persone vendevano ovunque come il bestiame più economico, un oro per ciascuno». Stilicone includeva nella sua guardia 12.000 guerrieri gotici selezionati.
Lo stesso Radagaiso fu giustiziato il 23 agosto 406 insieme a suo figlio, Krusko, presso Firenze.

### Etnia di Radagaiso
I contemporanei dell'invasione di Radagaiso (Orosio, Olimpiodoro, Agostino, Prosper, Cronaca gallica del 452) non nominano la sua etnia, ma notano che i Goti erano sotto il suo comando. Orosio, per sottolineare la ferocia di Radagaiso rispetto ai noti Goti di Alarico I, chiama il primo uno Scita, sottolineando nel contesto non tanto l'etnia quanto il grado di barbarie. Gli storici successivi (Marcellino Illirico) ripetono Orosio senza il suo contesto, chiamando semplicemente Radagaisus uno Scita, commettendo un errore storico colossale.
Lo storico del XVIII secolo Edward Gibbon, nella sua popolare "Storia della decadenza e della caduta dell'Impero romano", collega il nome di Radagaiso al nome di uno sovrano Obodrita slavo, Radegast, noto dalle testimonianze dell'XI secolo . A sostegno della sua ipotesi, Gibbon cita solo la vicinanza fonetica dei nomi. Lo storico della prima metà del XX secolo, John Bagnell Bury, ritiene che Radagaiso abbia portato le tribù ostrogote dalle rive del Dnestr.